# 聖克魯斯區 (上亞馬遜省)
聖克魯斯區（西班牙語：Distrito de Santa Cruz），是秘魯的一個區，位於該國東北部洛雷託大區的上亞馬遜省，始建於1866年2月7日，面積1,093.61平方公里，海拔高度149米，2005年人口4,447，人口密度每平方公里4.1人。